# Tarzan és az Oroszlánember
Tarzan és az Oroszlánember (Tarzan and the Lion Man) Edgar Rice Burroughs kalandregénye, mely könyv alakban először 1934-ben jelent meg a sorozat 17. köteteként, az illusztrátor J. Allen St. John volt. A regényt eredetileg a Liberty folyóiratban közölték 1933 novemberétől 1934 januárjáig.

## Történet
Egy amerikai filmforgató stáb érkezik Afrikába, hogy a helyszínen forgassanak. A csapat tagja volt a rendező Tom Ortman, a főszereplő – a maratoni futás bajnoka –, Stanley Obroski, a díva Naomi Madison, a dublőre Rhonda Terry. A cél egy kalandfilm, az Oroszlánember elkészítése. Hamarosan azonban rájönnek, hogy a titokzatos kontinens nem vendégszerető. Elakadnak a sárban, dühös kannibálok támadják meg őket, sőt vérengzések után a bennszülött teherhordók elmenekülnek. Közben egy láthatatlan kísérőjük is akad, a sötétben Tarzan távolról követi őket, és látja, ahogy a csoport a fekete kontinens mélyén egyre veszélyesebb helyzetekbe kerül. Obroski az emberevő törzs fogságba esik, akit Tarzan ment meg. A két férfi megtévesztésig hasonlít egymásra. Közben a filmes stáb arab vezetői meg vannak arról győződve, hogy a forgatáshoz használt térkép valójában kincses térkép. Ezért elrabolják Naomit és Rhondát, hogy a lányok a gyémánthoz vezessék őket. Tarzant a hasonlóság miatt összetévesztik Obroskival, az „Oroszlánemberrel”. Megmenti a nőket, és megoldja a beszélő gorillák titkát, akiknek a főnökét „Istennek” nevezik. A majomember egy évadot Hollywoodban tölt, és megállapítja, hogy a legalkalmasabbak túlélése a másik „dzsungelben” is törvény.

## Szereplők
- Tarzan
- Tom Ortman, filmrendező
- Stanley Obroski, sportoló és színész
- Naomi Madison, színésznő
- Rhonda Terry, Naomi dublőre
- Ab el-Ghrennem sejk, arab vezető
- „Isten”, a beszélő gorillák ura

## Magyarul
- Tarzan és az Oroszlánember; ford. Kádár Tamás; ILKV, Bp., 1991

## Képregény-adaptáció
A regény megjelent a Tarzan képregénysorozatban 1972 februárjában a Gold Key Comics 206. számában, majd a DC Comics által a 231–234. számban 1974 júliusától 1975 januárjáig.